# Paco Malgesto
 Francisco Rubiales Calvo, más conocido como Paco Malgesto (Ciudad de México, 22 de febrero de 1914-Ciudad de México, 22 de junio de 1978), fue un locutor y animador pionero de la televisión en México. Pertenece a la Época de oro del cine mexicano.

## Biografía y carrera

### Primeros años
Francisco Rubiales Calvo nació el 22 de febrero de 1914 en el barrio de La Merced, a los nueve años de edad sus padres, Francisco Rubiales y Guadalupe Calvo, lo dejaron huérfano.
Posteriormente, realizó solo sus estudios de primaria, mientras se empleaba como mozo de una tlapalería, lo que hizo que tuviera un corazón generoso.

### Sus inicios en el periodismo
Francisco Rubiales Calvo, era hijo de Francisco Rubiales Esteban y Guadalupe Calvo Luna. Obtuvo su primer trabajo en los medios de comunicación a través de la publicación Multitudes, en la que por primera vez utilizó el nombre Paco Malgesto, el cual tomó de un gitano aficionado a los toros.  
Como locutor obtuvo su licencia en la Secretaría de Comunicaciones el 19 de julio de 1945, la número 1496, y se afilió a la Asociación Nacional de Locutores de México (ANLM). Destaca como cronista taurino en la radio, muy expresivo, con un conocimiento importante de los lances taurinos, con descripción de las características del toro, así como del traje de luces del torero, haciendo pareja con otro cronista taurino como fue Pepe Alameda, fallecido años después. 

### Su ingreso en la televisión

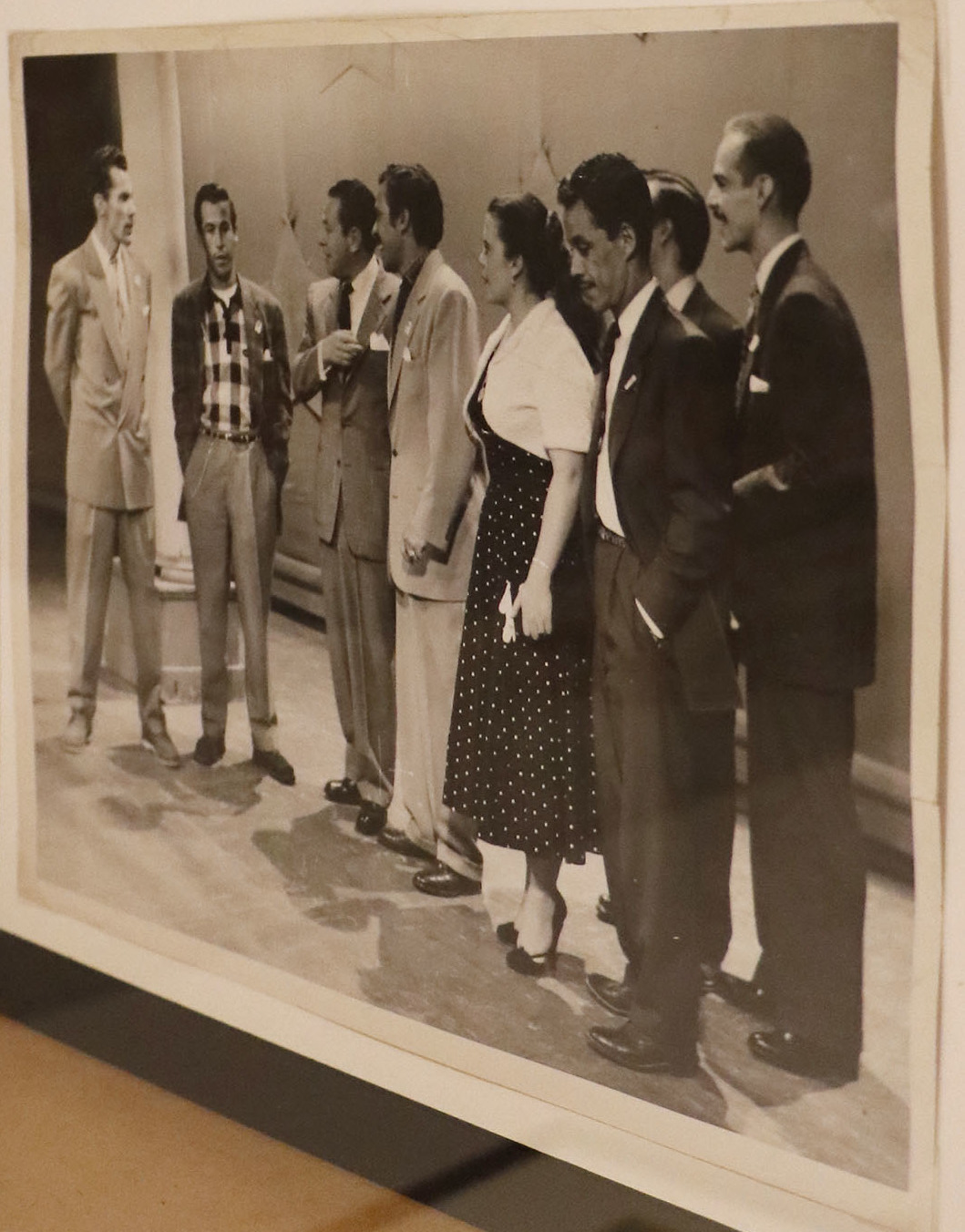
Malgesto con los hermanos Valdés (de izquierda a derecha): Ramón, Antonio, Malgesto, Germán, Guadalupe, Armando, (fila detrás, izquierda a derecha) Cristóbal, y Manuel, en 1958.

Posteriormente incursiona en la televisión a fines de la década de los años cincuenta en los programas de variedades musicales de la época, como el estudio de Pedro Vargas, acompañado por otro gran locutor como era León Michel. 
Es considerado el precursor en la televisión de las entrevistas a figuras de la farándula mediante su programa llamado Visitando a las estrellas, en donde acudía el hogar de estos artistas, con cámara y equipo técnico de apoyo, entrevistas que muchas de ellas son recordadas. Entre una de ellas, se encuentra la que realizó en 1966 a Eva Norvind, en la que se habló de sexualidad y generó un reporte de Gobernación, debido a las ideas de modernización bajo el régimen mexicano, y que generó un reproche al presidente de Telesistema Mexicano, Emilio Azcárraga Vidaurreta, a quien se le intruyó sobre evitar ese tipo de incidentes.
También tuvo el programa llamado Operación convivencia.

### Vida personal
Contrajo matrimonio en dos ocasiones. Su primera esposa fue la bailarina y coreógrafa Guillermina Guadalupe Peñalosa Calderón (n. 1916), con quien tuvo una hija: la actriz Cristina Rubiales (1950-2023). Su segunda esposa fue la actriz y cantante de música ranchera Flor Silvestre (Guillermina Jiménez Chabolla) (1930-2020), con quien tuvo dos hijos: el traductor Francisco Rubiales y la actriz y cantante Marcela Rubiales (1954). Y sin matrimonio tuvo a su hija Blanca Rubiales con Estela de Alba.[cita requerida]

### Muerte
Paco Malgesto falleció el 22 de junio de 1978 a los 64 años, en la Ciudad de México. Su cuerpo fue enterrado en el Panteón Francés de la Piedad, ubicado en la misma ciudad. Su hija, Cristina Rubiales acudiría a su encuentro 44 años después, el 23 de febrero de 2023 a causa de un infarto.

## Trayectoria

### Programas de Televisión
- Caras y gestos (1977)
- Adivine mi chamba (1973)
- Visitando las estrellas (1972)[4]
- Operación convivencia (1971)
- Cámara escondida (1964)
- La Hora Celanese[5]
- El estudio de Pedro Vargas (1959)
- La hora de Paco Malgesto[6]
- El club del hogar (1951)

### Películas
- Tonta tonta pero no tanto (1972)
- Primera comunión (1969)
- Un yucateco honoris causa (1967)
- ¡Paso a la juventud..! (1958) ….  Anunciador
- Sabrás que te quiero (1958)
- Las mil y una noches (1958)
- El boxeador (1958) …. Paquito
- El campeón ciclista (1957)
- Orquídeas para mi esposa (1954)
- Tercio de quites (1951)
- El amor no es ciego (1950)
- Un corazón en el ruedo (1950)
- Mi reino por un torero (1944)